# 探題 (日本佛教)
探題，日本佛教用語，指佛教徒對教義的論議，後變成日本佛教中的一種僧職，由修道有成者，擔任僧侶辯論（或口頭考試）時的命題者或裁判，又作「題者」、「探題博士」，始設於康保五年（968）延曆寺「六月會」之中。